# Johann Friedrich Ludwig

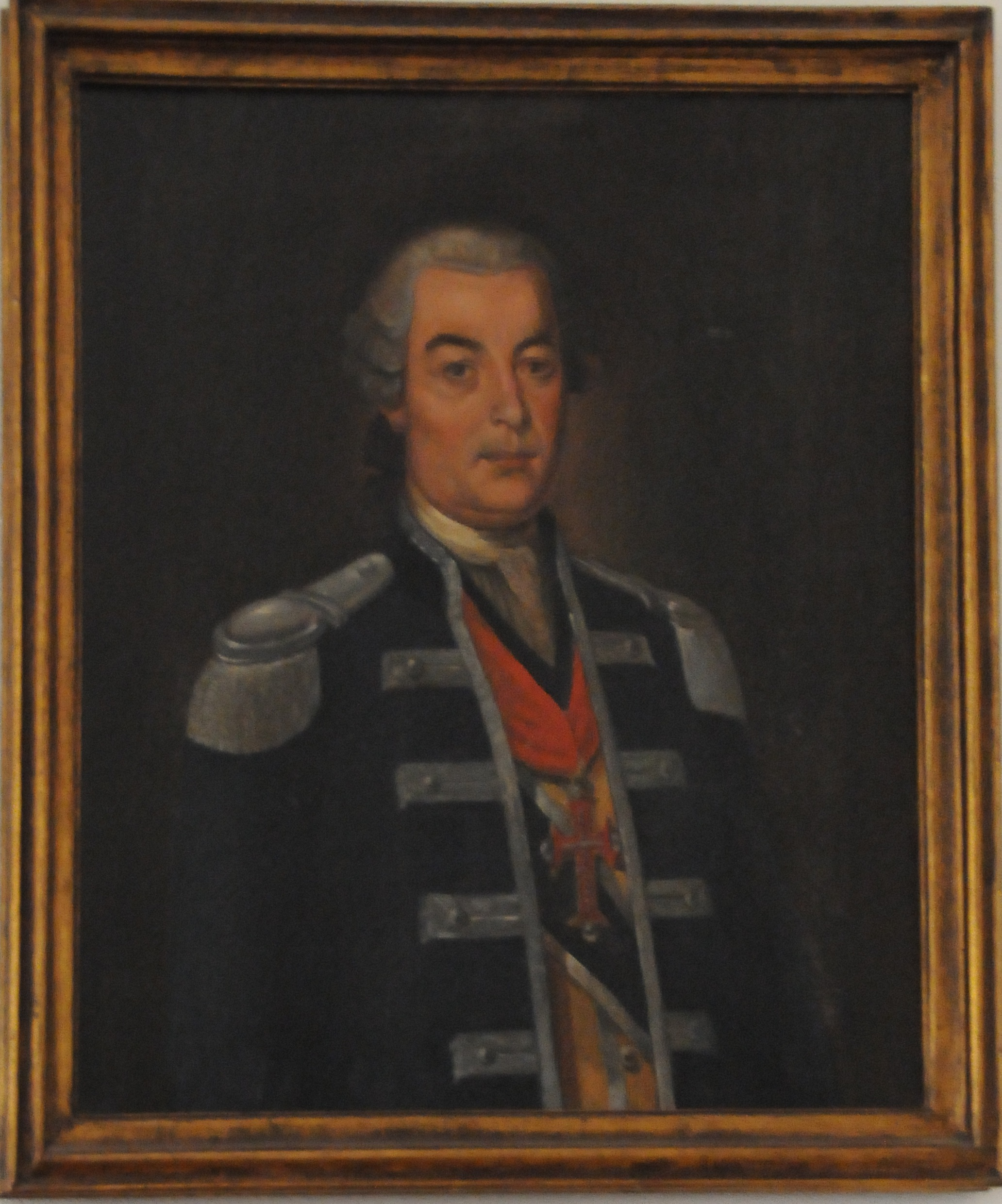
Johann Friedrich Ludwig, Gemälde im Nationalpalast von Mafra

Johann Friedrich Ludwig (* 19. März 1673 in Schloss Honhardt bei Crailsheim, heute Baden-Württemberg; † 18. Januar 1752 in Lissabon), in Portugal João Frederico Ludovice genannt, war ein deutscher Goldschmied und Baumeister.

## Leben und Wirken
Seine Eltern waren der schwäbisch-hällische „Amtspfleger“ (Verwaltungschef) in Honhardt Peter Ludwig und dessen Frau Elisabeth Rosina geb. Engelhardt, sein Bruder war Johann Peter von Ludewig. Er besuchte das Gymnasium in Schwäbisch Hall, war seit 1689 Lehrling bei dem Goldschmied Hans Adam Kienle in Ulm an der Donau, hielt sich zeitweise in Augsburg auf und kam zwischen 1695 und 1696 nach Rom. Dort wurde er Giovanni Federico Lodovici genannt, konvertierte zum katholischen Glauben und heiratete Chiara Agnese Morelli. In Rom arbeitete er 1697–1699 für die Kapelle des hl. Ignatius in der Kirche Il Gesù und für die Kirche Sant’Ignazio di Loyola. Er wurde von den italienischen Barockbaumeistern Carlo Fontana und Andrea Pozzo beeinflusst. Ende 1700 kam er mit seiner Frau nach Portugal. Zunächst arbeitete er wie in Italien im Auftrag des Jesuitenordens an Gold- und Silberarbeiten (Werkverträge vom September 1701 und Januar 1705). Seine Aktivitäten verlagerten sich dann auf Architektur und Bauleitungen. Der portugiesische König Johann V. beauftragte ihn 1712 zunächst mit dem Umbau des königlichen Palastes „Palácio da Ribeira“ und ab 1717 mit dem Bau des Klosters in Mafra (heute Palácio Nacional de Mafra genannt). 1720 erhielt er vom selben König den Titel eines „Mestre e Arquitecto das obras de S. Vicente de Fora“. In Portugal schuf er Kapellen, Kirchen, Villen und Aquädukte sowie den Turm der Universität von Coimbra. 1720 heiratete er erneut (Anna Maria Verney, 7 Kinder aus dieser Ehe). Er wurde in den portugiesischen Orden der Christusritter aufgenommen. Am 11. September 1750 ernannte der portugiesische König José I. ihn zum Hauptarchitekten des Königreichs („Arquitecto-Mor do Reino“) und verlieh ihm den Rang eines Infanteriebrigadegenerals. Er starb 1752 in seinem Palast in Lissabon und wurde am folgenden Tag „unter großer Teilnahme des Adels und von Ministern des Hofes bestattet“. Der portugiesische Romancier José Saramago machte ihn zu einer Figur in seinem Roman Memorial do Convento (1982). In Lissabon wurde eine Straße nach ihm benannt: Rua João Frederico Ludovice.